# Майстров
Ма́йстров (укр. Майстрів) — село на Украине, основано в 1938 году, находится в Звягельском районе Житомирской области.
Население по переписи 2001 года составляет 512 человек. Почтовый индекс — 11740. Телефонный код — 4141. Занимает площадь 1,998 км².

## Адрес местного совета
11740, Житомирская область, Звягельский р-н, с. Майстров, ул. Т. Г. Шевченко, 14